# Pertamina Tower
 (août 2025).
La Pertamina Tower, également appelée Pertamina Energy Tower est un gratte-ciel en projet à Jakarta qui devrait être achevé en 2030. Il a été dessiné par l'agence Skidmore, Owings and Merrill, et deviendra le quartier général de la société publique Pertamina. Il a été initialement conçu comme une tour de 99 étages, respectueuse de l'environnement : en effet, son sommet aura la forme d'un entonnoir ou les vents dominants, qui sont bien plus puissants à une telle hauteur, s’engouffreront : ainsi, toute l'énergie que consommera la tour sera d'origine durable.
La hauteur de la tour a été révisée à la baisse en 2016 : au lieu de 99 étages, elle devrait être de 30 étages .